# Amir Ochanna
Amir Ochanna (hebr.: אמיר אוחנה, ang.: Amir Ohana, ur. 15 marca 1976 w Beer Szewie) – izraelski polityk, w latach 2019–2020 minister sprawiedliwości, od 2020 do 2021 minister bezpieczeństwa publicznego, od 2015 poseł do Knesetu.

## Życiorys
Urodził się 15 marca 1976 w Beer Szewie, jako trzeci syn imigrantów z Maroko.
Podczas służby wojskowej w Siłach Obronnych Izraela był oficerem śledczym ds. wypadków drogowych w Żandarmerii Wojskowej. Służył jako członek sił zabezpieczających arterie komunikacyjne w Strefie Gazy. Był także dowódcą bazy wojskowej oraz dowódcą terminalu Karni w Strefie Gazy. Pozostaje rezerwowym kapitanem Sił Obronnych Izraela.
Po odbyciu służby wojskowej został zatrudniony w Szin Bet gdzie zajmował się wywiadem i walką z terroryzmem.
Po ukończeniu prawa w College’u Zarządzania i Studiów Akademickich był stażystą w Ministerstwie Sprawiedliwości. Następnie pracował jako prawnik z zakresu prawa karnego.

## Kariera polityczna
Bezskutecznie kandydował w wyborach w 2015, jednak w składzie dwudziestego Knesetu znalazł się jeszcze w tym samym roku – 27 grudnia, po rezygnacji Silwana Szaloma.
W wyborach w kwietniu 2019 uzyskał reelekcję. Jest członkiem parlamentarnych komisji zajmującej się prawem do noszenia broni, lobbującej za rozluźnieniem polityki noszenia broni palnej w Izraelu. Grupa uważa, że jest to konieczne w celu szybszej reakcji i zapobiegania potencjalnym atakom terrorystycznym. Zasiada także w parlamentarnym zespole ds. relacji Izraela z Japonią oraz komisji ds. medycznej marihuany.
5 czerwca objął stanowisko ministra sprawiedliwości w czwartym rządzie Binjamina Netanjahu, po zdymisjonowaniu trzy dni wcześniej Ajjelet Szaked.
17 maja 2020 roku został ministrem bezpieczeństwa publicznego. Urząd sprawował do 13 czerwca 2021, kiedy to po zaprzysiężeniu nowego rządu na stanowisku zastąpił go Omer Bar-Lew.
W wyborach w 2021 r. ponownie uzyskał mandat parlamentarny z list Likudu.

## Życie prywatne
Jest pierwszym otwarcie zdeklarowanym gejem będącym ministrem izraelskiego rządu oraz prawicowym posłem do Knesetu. Jest ojcem dwójki dzieci, Davida i Elah, które wychowuje ze swoim wieloletnim partnerem - Alonem. Dzieci zostały urodzone przez surogatkę w Stanach Zjednoczonych, ponieważ w Izraelu surogacja jest nielegalna dla par jednopłciowych.